# 枚亭
枚亭位于中国江苏省淮安市淮安区河下街道河下社区（河下古镇）枚里街北首、萧湖西岸。
古枚亭被认为是明代以后，为纪念西汉学者枚乘、枚皋父子所建，其在淮阴县故城北（今淮阴区境内）。今淮安区境内的枚亭由淮安县政府于1985年重建。

## 历史
西汉辞赋家枚皋晚年事迹不详，有认为他在晚年回到父亲枚乘的故里淮阴县定居，并最终安葬于淮阴县。淮阴县城在今江苏省淮安市淮阴区马头镇境内，清代之前属山阳县。晚唐趙嘏的《忆山阳》诗中有：“家在枚皋旧宅边，竹轩晴与楚陂连”的诗句。北宋《太平寰宇记》记：“枚乘宅、墓，在[淮阴县]县南二百步。”
古枚亭的始建年代，无从考证。清朝咸丰《清河县志》记：“枚皋墓在淮阴故城，枚乘宅在淮阴故城南二百步，韩亭在淮阴故城南，枚亭在淮阴故城北，步亭在淮阴故城西，娑罗树碑在淮阴故城南二百步……。”因淮阴县（山阳县）经历水患战乱，有关枚氏父子古迹，早已荡然无存。
枚乘、枚皋父子的故里另说在山阳县“枚里”。“枚里”一名传承至近代。即是1950年并入河下镇的枚里镇（在今淮安市淮安区河下街道河下古镇）外，曾有“枚里街”、“枚家巷”、“古枚里街”的街巷名。河下古镇建有枚皋故里牌楼（已毁）。
1985年，淮安县人民政府在河下镇小坝地段、里运河背水面的防空树林处，复建枚亭。

## 建筑
枚亭亭高5米，面阔3米，建筑结构为一亭四面四柱、小瓦顶盖、垂檐翘角。亭子面首横梁上，悬挂有“枚亭”二字匾額。亭内中间竖有正面镌刻“古枚里”三个大字的石碑。亭子三面砌有中间段的镂空矮墙，铺有罗底方砖。游人在亭内可小憩、观景，眺望古运河风光。